# Stillahavssluttningen

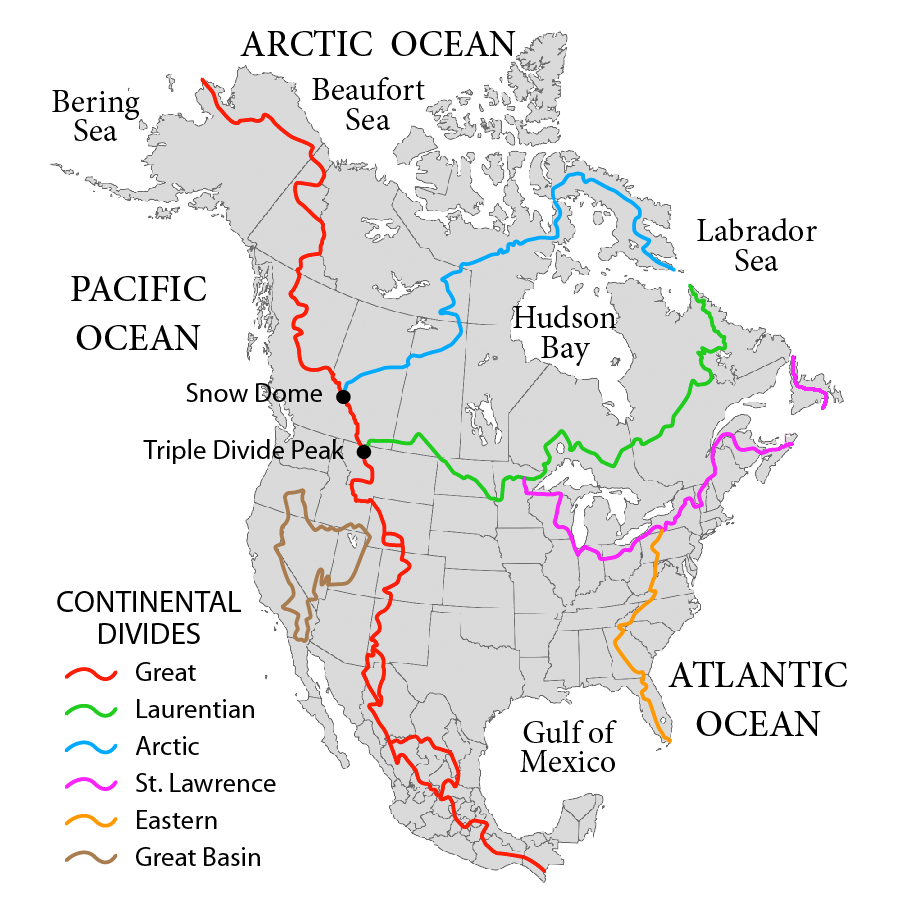
Stillahavssluttningen ligger väster om kontinentalgränsen (i rött) i Nord-, Central och Sydamerika.

Stillahavssluttningen är en geografisk region i Nord-, Central- och Sydamerika som ligger väster om den amerikanska kontinentalgränsen och sluttar nedåt mot Stilla havet. I Nordamerika utgör Klippiga bergen den östra gränsen medan regionen i Central- och Sydamerika är mycket smalare och avgränsas av västra Sierra Madre och Anderna. Begreppet används främst i vetenskapliga sammanhang och oftast när det handlar om specifika arter som förekommer i regionen.
I Nordamerika avvattnas regionen av flodsystemen Columbia-, Sacramento-, San Joaquin och Coloradofloden.
I Centralamerika omfattar regionen bergen och kustområdena väster om kontinentalgränsen i Mexiko och södra Guatemala, sydvästra Honduras, västra Nicaragua, västra/sydvästra Costa Rica och södra Panama. I Guatemala är Stillahavssluttningen en fuktig platå med bördig mark uppdelad i vidsträckta plantage där man odlar en mängd grödor som sockerrör, bananer och gummi. På Costa Rica utgörs Stillahavssluttningen av regionen väster om kontinentalgränsen vid distriktet Monteverde.
I Sydamerika är Stillahavssluttningen en smal region väster om Andernas högsta punkt och inkluderar Colombia, centrala Ecuador, västra och sydvästra Peru, och östra Chile.